# Bytownita
Bytownita (português brasileiro) ou Bitaunite (português europeu) é um mineral do grupo dos feldspatos, rico em cálcio e pertencente à série das plagioclases. Geralmente define-se por ter anortita (An) entre 70 a 90%. Tal como outros membros da série das plagioclases, a bitaunite forma cristais triclínicos, brancos a cinzentos muitas vezes exibindo as maclas típicas das plagioclases e as estriações finas associadas. O nome do mineral faz referência ao local em que foi encontrado pela primeira vez, em 1835, Ottawa (anteriormente Bytown), Ontário, Canadá. Bytownita é a forma mais rara da classe dos feldspatos, vista como pedra preciosa facetada do que como um mineral. Geralmente é translúcido, sem forma de cristal.
O peso específico da bitaunite varia de 2.74 a 2.75. Os seus índices de refracção são: nα=1.563 - 1.572, nβ=1.568 - 1.578, e nγ=1.573 - 1.583. A determinação precisa destas duas propriedades por meio de análises químicas, difração de raios-x, análise petrográfica (birrefringência e ângulo óptico) é necessária para se obter uma correta identificação.
A bitaunite ocorre em intrusões de gabro e em complexos metamórficos. 

## Ocorrência
Sua ocorrência é dada a partir de rochas ígneas intrusivas, como gabros e anortositos, fenocristais em basaltos e sua ocorrência é rara em rochas metamórficas, também pode ocorrer de meteoritos pedregosos. Assim o plagioclásio mais raro é a bytownita.

## Sistema e Classe Cristalográfica
O mineral bytownita possui sistema triclínico e classe cristalográfica pinacoidal.

## Hábito
Tem-se hábito granular. É comum ser deparado com massas cliváveis ou grãos anedrais em agregados maciços ou agregados granulares. Os cristais de bytownita possuem hábito tabular, achatados segundo [010], similares a outros minerais da série dos plagioclásios. Os cristais exibem estrias nos planos de clivagem basal. Possui geminação comum segundo as Leis da Albita, Carlsbad e Periclina, desenvolvendo combinações simples a complexas.

## Composição Química
(Na, Ca) Al1-2Si3-2O8. Silicato de sódio, cálcio e alumínio. É geralmente definido como tendo entre 70 e 90% de anortita (An) e entre 10 e 30% malbita (Ac).

## Propriedades Mecânicas
Clivagem: Três direções de clivagem, uma direção perfeita {001}, uma menos perfeita {010} e uma imperfeita {110}. Fratura concoidal, irregular. Tenacidade: quebradiço. Dureza: escala de Mohs: 6-6,5.

## Propriedades Ópticas
Transparência: Transparente para translúcido. Cor: Incolor, branco, cinza. Traço: Branco. Brilho: vítreo, perolado nas clivagens. Classe óptica: Biaxial (-).